# Zoárd nemzetség
A Zoárd nemzetség a 108 Árpád-kori nemzetség egyike volt, akit Anonymus elbeszélése szerint a nemzetség névadója Szoárd (Zuárd) Hüleknek, Álmos vezér sógorának, míg más feldolgozás szerint Álmos Emese nevű felesége bátyjának fia és Kadocsának testvére volt.

## Története
Kézai Simon Lél vezértől származtatja. Ősi birtokai  Komárom és Esztergom Dunántúli részein voltak.
Lél volt a 10. század közepén Németországba vezetett hadjáratok egyik vezére, akit a Lech-mezei vereség után 955-ben kivégeztek, ami Lél egyik nyugati törzshöz tartozását teszi valószínűvé, és azt, hogy a hét törzs egyike a Duna két partján, a Csallóköz vidékén telepedett meg, ott, ahol később Esztergom és Komárom vármegyék terültek el. Az itt letelepedett törzs feje 955 előtt Lél volt, és talán az ő elődje az a Zoárd, aki 924-ben Olaszországba [Itália] egy pusztító hadjáratot vezetett.
Hóman Bálint a későbbi Pozsony, Nyitra, Moson, Győr, Komárom, Esztergom, Hont megyék területére és az Ostmark határos vidékére  tette a 10. században nagy szerepet játszó Szoárd és Lél hadnagyok szállásbirtokát, és a tőlük származó Zoard, Szoárd vagy Zovárd, Szovárd nemzetség birtokait a csallóközi Lél község köré és a Duna két partjára helyezte.
A nemzetséget egy 1274-ben kelt oklevél Komárom megyében említette, de a 13. század végén már Bihar vármegyei birtokosokként említették őket.
A nemzetségből származó Becs unokája 1283-ban osztozkodott rokonaival a Komárom megyébe eső Aka, Baj és a Bihar megyei, később a török időkben elpusztult Tancskereke nevű birtokain.

## A nemzetség Bihar megyében
A nemzetség bihari megtelepedésének dátumában eltérőek a vélemények. Míg Györffy György értekezésében a Zoárd nemzetséget itteni birtokainak Biharban, Békésben való  nagy szétszórtsága miatt nem tekintette őshonos nemzetségnek, ősi birtokközpontjukként a Kisalföldet jelölte meg, s úgy vélte, a fejedelmi család
telepítette őket ide. Ezzel szemben Wertner Mór a nemzetséget őshonos bihari nemzetségnek tartotta, megtelepedésüket e tájon a 10. századra datálta, Biharban lévő Udvari (Sárrétudvari) nevű öröklött birtokuk után, ami szerinte arra utal, hogy az itteni fejedelmi földekből korán részt kaphattak. Ezt az itt megtelepedett gazdagabb nemzetségfői réteget később az ásatások is igazolták, ez viszont alátámasztja azt is, hogy nem kizárólag a fejedelmi-királyi család végezte a szolgálónépek telepítését, hanem akár egyes nemesek is végezhettek telepítést.
A Zoardok Biharban való megtelepedésének dátumát, Szerepen felépült nemzetségi monostoruk építésének dátuma alapján, melyet a 12. század elejére, vagy a 11-12. század fordulójára, vagy legföljebb a 11. század második felére tesznek. 
1283 utánról maradt fenn Biharban a Zoard nemzetségről és annak szerepi monostoráról az első okleveles adat, melyben a Zoard nemzetség a Hont-Pázmány nemzetséghez tartozó Izsótól (Izsóka, Zsáka) megvásárolta a falut, aki később az Izsákai család névadója lett.
1322-ben Orod – ma puszta Zsáka mellett délnyugatra – és Izsáka (Zsáka) is birtokaik között volt, és még ez évben Fugyi birtokosaiként is említették a Szoárd (Zoard) nemzetségbelieket. A nemzetség ez ágától eredt a Fudi család.